# قشلة زاخو

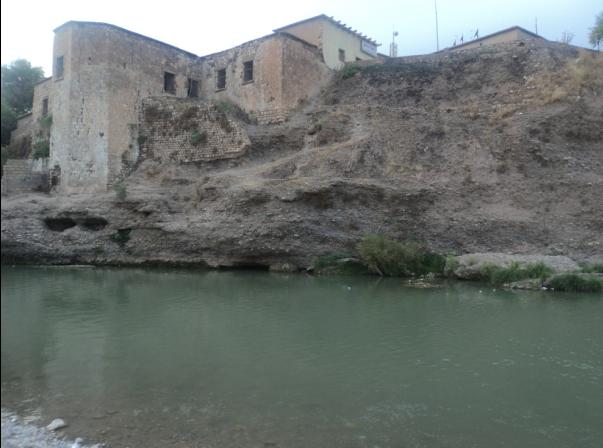
قلعة زاخو

تقع القلعة أو دار القشلة كما يطلق عليها أحيانا من قبل أهالي زاخو على الضفة الغربية لفرع نهر الخابور الشرقي، ولا يعرف التاريخ الحقيقي لبناء هذه القلعة ولكن بعض علماء الأثار يشيرون إلى إن تاريخ القلعة يعود إلى القرن الثالث عشر أو الرابع عشر الميلادي، وأما البرج القائم فهو أقدم من بناء القلعة. والقلعة كانت دار للإمارة في عهد إمارة بادينان إلا أن الأمير علي خان أعاد بناؤها بين عامي (1205 - 1212) هجري ووسعها وتم بناؤها على أنقاض القلعة القديمة  وبعد تشكيل المملكة العراقية في سنة 1921م، تم إعادة بناؤها بالشكل الحالي حيث تم إزالة معظم ملامحها التاريخية.
وكلمة القشلة هي كلمة من اللغة التركية تعني مكان سكن وإقامة الجنود في الشتاء أو تعني ثكنة الجند، وقد تعني المشتى أي المكان الذي يقي الإنسان من تقلّبات الجوّ، ثم خصّصت لاقامة الجنود وقت السلم، أي ما معناه الثكنة العسكرية أو المعسكر كما يطلق عليه الآن.

## معرض الصور

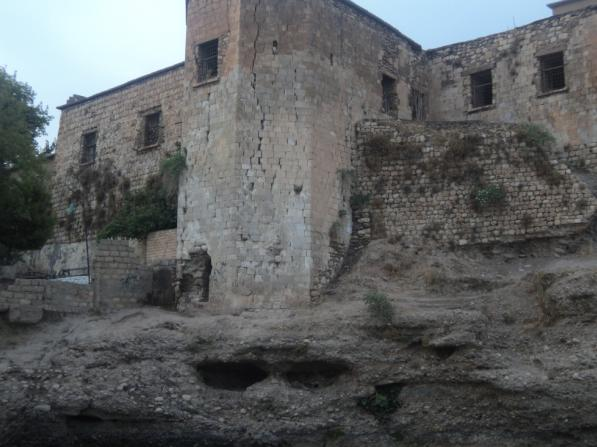
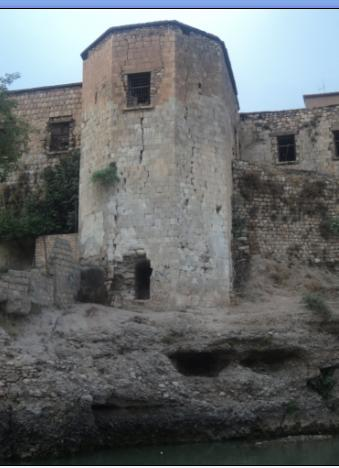